# Remigia judicans
Remigia judicans är en fjärilsart som beskrevs av Walker 1858. Remigia judicans ingår i släktet Remigia och familjen nattflyn. Inga underarter finns listade.